# Aranymaszkos amazon
Az aranymaszkos amazon (Amazona dufresniana), korábban granadai amazon vagy guyanai amazon, a madarak osztályának papagájalakúak (Psittaciformes) rendjébe és a papagájfélék (Psittacidae) családjába és az araformák (Arinae) alcsaládjába tartozó faj.

## Rendszerezése
A fajt George Shaw angol botanikus és zoológus írta le 1812-ben, a Psittacus nembe Psittacus dufresnianus néven. Tudományos faji nevét Louis Dufresne francia természettudósról kapta.

## Előfordulása
Dél-Amerika északi részén, Brazília, Francia Guyana, Guyana, Suriname és Venezuela területén honos. Természetes élőhelyei a szubtrópusi és trópusi síkvidéki és hegyi esőerdők. Állandó, nem vonuló faj.

## Megjelenése
Testhossza 34 centiméter, testtömeg 481-615 gramm.

## Természetvédelmi helyzete
Az elterjedési területe még nagy, de csökken, egyedszáma 6000-61000 példány közötti és szintén csökken. A Természetvédelmi Világszövetség Vörös listáján mérsékelten fenyegetett fajként szerepel.